# Villard-sur-Bienne
Villard-sur-Bienne ist eine Ortschaft und eine ehemalige französische Gemeinde mit 164 Einwohnern (Stand: 1. Januar 2022) im Département Jura in der Region Bourgogne-Franche-Comté. Sie gehörte zum Kanton Saint-Claude im Arrondissement Saint-Claude.
Mit Wirkung vom 1. Januar 2019 wurden die früher selbstständigen Gemeinden Les Piards und Villard-sur-Bienne in die bereits seit 1. Januar 2016 bestehende zur Commune nouvelle Nanchez eingegliedert und erhielten in der neuen Gemeinde den Status einer Commune déléguée. Der Verwaltungssitz befindet sich im Ort Chaux-des-Prés.

## Geographie
Villard-sur-Bienne liegt auf 722 m, etwa zehn Kilometer nordnordöstlich der Stadt Saint-Claude (Luftlinie). Das Dorf erstreckt sich im Jura, an aussichtsreicher Lage auf einer Geländeterrasse am Sonnenhang rund 230 m über dem tief eingeschnittenen Flusslauf der Bienne, am Südhang des Bois du Cernois.
Die Fläche ehemaligen Gemeindegebiets umfasst einen Abschnitt des französischen Juras. Die südliche Grenze verläuft entlang der Bienne, die hier in einem Erosionstal parallel zu den Juraketten nach Südwesten fließt. Vom Flusslauf erstreckt sich das Gemeindeareal nordwärts über einen bewaldeten und teilweise von Felsbändern durchzogenen Hang auf die Terrasse von Villard. Daran schließt im Norden der Höhenzug des Bois du Cernois an, auf dem mit 966 m die höchste Erhebung von Villard-sur-Bienne erreicht wird.
Die Landschaft im nordwestlichen Teil weist nur geringe Reliefunterschiede auf und ist geprägt durch parallel verlaufende Geländerippen und Senken, die gemäß der Streichrichtung des Faltenjuras in diesem Gebiet in Richtung Südwest-Nordost orientiert sind. In strukturgeologischer Hinsicht stellen sie eine Reihe von Antiklinalen und Synklinalen dar, die überwiegend aus Gesteinsschichten der oberen Jurazeit bestehen. Auf den Bois du Cernois folgen die moorige Senke der Combe de Laume, die Höhe von Les Crozats (930 m) und die Senke des Baches Loutre. Die nordwestliche Abgrenzung bildet der Kamm des Bois de la Joux Devant (960 m). Das frühere Gemeindegebiet ist Teil des Regionalen Naturparks Haut-Jura (frz.: Parc naturel régional du Haut-Jura).
Zu Villard-sur-Bienne gehören der Weiler Les Crozats (901 m) auf der Hochfläche am Rand der Combe de Laume sowie verschiedene Einzelhöfe. Nachbargemeinden von Villard-sur-Bienne sind Nanchez und Grande-Rivière Château mit Château-des-Prés im Norden, Hauts de Bienne mit Lézat im Osten, Longchaumois im Süden sowie La Rixouse im Westen.

## Geschichte
Seit dem Mittelalter bildete Villard-sur-Bienne zusammen mit dem Nachbardorf La Rixouse eine Pfarrei. Zusammen mit der Franche-Comté gelangte das Dorf mit dem Frieden von Nimwegen 1678 an Frankreich. Bis 1801 hieß die Gemeinde Les Villars, danach Villard-la-Rixouse, und 1904 wurde der Ort offiziell in Villard-sur-Bienne umbenannt.

## Bevölkerung
| Bevölkerungsentwicklung | Bevölkerungsentwicklung |
| Jahr                    | Einwohner               |
| ----------------------- | ----------------------- |
| 1962                    | 113                     |
| 1968                    | 104                     |
| 1975                    | 76                      |
| 1982                    | 85                      |
| 1990                    | 115                     |
| 1999                    | 132                     |
| 2007                    | 192                     |
| 2017                    | 180                     |

Nachdem die Einwohnerzahl in der ersten Hälfte des 20. Jahrhunderts markant abgenommen hatte (1881 wurden noch 296 Personen gezählt), wurde seit Beginn der 1980er Jahre wieder eine deutliche Bevölkerungszunahme verzeichnet.

## Wirtschaft und Infrastruktur
Villard-sur-Bienne war bis weit ins 20. Jahrhundert hinein ein vorwiegend durch die Landwirtschaft, insbesondere Viehzucht und Milchwirtschaft, sowie durch die Forstwirtschaft geprägtes Dorf. Daneben gibt es heute einige Betriebe des lokalen Kleingewerbes. Mittlerweile hat sich das Dorf auch zu einer Wohngemeinde gewandelt. Einige Erwerbstätige sind Wegpendler, die in den größeren Ortschaften der Umgebung ihrer Arbeit nachgehen.
Die Ortschaft liegt abseits der größeren Durchgangsstraßen, nahe der Departementsstraße D437, die von Saint-Claude nach Saint-Laurent-en-Grandvaux führt. Eine weitere Straßenverbindung besteht mit Morbier.